# Spadochronowe Mistrzostwa Śląska 2012
Spadochronowe Mistrzostwa Śląska 2012 – odbyły się 2 czerwca 2012 na lotnisku Gliwice. Gospodarzem Mistrzostw był Aeroklub Gliwicki, a organizatorem Sekcja Spadochronowa Aeroklubu Gliwickiego. Patronat nad Mistrzostwami sprawował VII Oddział Związku Polskich Spadochroniarzy w Katowicach. Do dyspozycji skoczków był samolot An-2P SP-AOI. Skoki wykonywano z wysokości 1000 m i opóźnieniem 0–5 sekund. Spadochronowym Mistrzom Śląska 2012 nagrody wręczał i składał gratulacje Prezes VII Oddziału ZPS w Katowicach Marian Brytan.

## Rozegrane kategorie
Mistrzostwa rozegrano w trzech kategoriach celności lądowania:
- spadochronów klasycznych
- spadochronów szybkich
- spadochronów szkolnych – konkurencja nie została rozegrana z powodu zbyt silnego wiatru.

## Kierownictwo Mistrzostw
- Sędzia Główny: Ryszard Koczorowski
- Kierownik Sportowy Jan Isielenis.

Źródło:

## Medaliści
Medalistów Spadochronowych Mistrzostw Śląska 2012 podano za: Jan Isielenis, Archiwum Sekcji Spadochronowej Aeroklubu Gliwickiego, 2012. Brak numerów stron w książce
| Konkurencja           | Złoto           | Srebro        | Brąz            |
| Spadochrony klasyczne | Robert Krawczak | Jan Isielenis | Andrzej Dziobal |
| Spadochrony szybkie   | Tymoteusz Tabor | Jerzy Wojtas  | Bartłomiej Ryś  |

## Wyniki
Wyniki Spadochronowych Mistrzostw Śląska 2012 podano za: Jan Isielenis, Archiwum Sekcji Spadochronowej Aeroklubu Gliwickiego, 2012. Brak numerów stron w książce
W Mistrzostwach brało udział 26 zawodników  Polska.

### Klasyfikacja indywidualna (celność lądowania – spadochronyklasyczne)

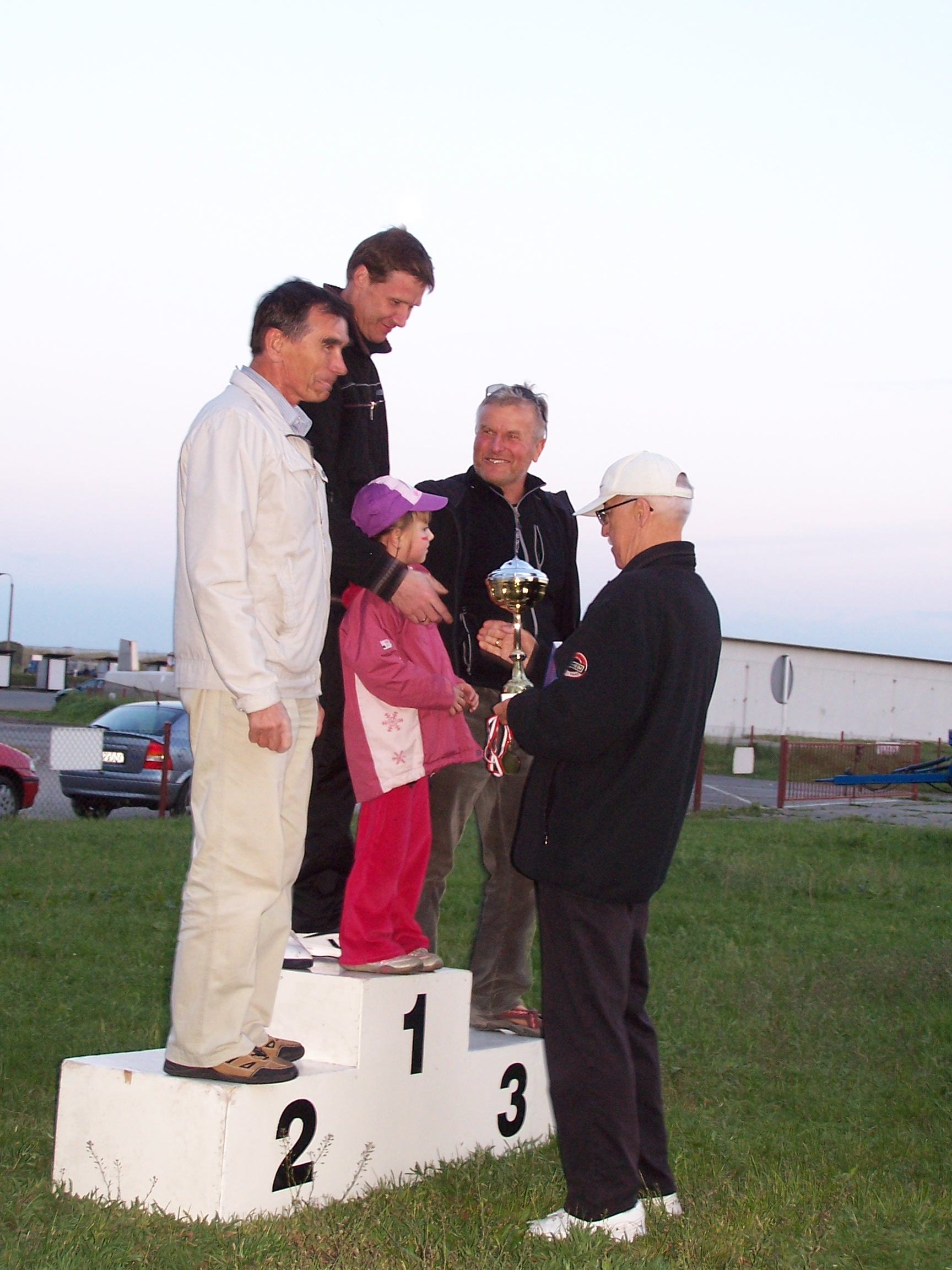
Wręczenie nagród – spadochrony klasyczne

| Miejsce | Imię i nazwisko       | Nota łączna | Drużyna           |
| 1.      | Robert Krawczak       | 0,10 m      | Gliwice           |
| 2.      | Jan Isielenis         | 0,51 m      | Aeroklub Gliwicki |
| 3.      | Andrzej Dziobal       | 0,57 m      | Lublin            |
| 4.      | Irena Paczek–Krawczak | 1,03 m      | Gliwice           |
| 5.      | Jerzy Botor           | 2,00 m      | Aeroklub Gliwicki |
| 6.      | Krzysztof Gołda       | 2,00 m      | Jaworzno          |

### Klasyfikacja indywidualna (celność lądowania – spadochronyszybkie)

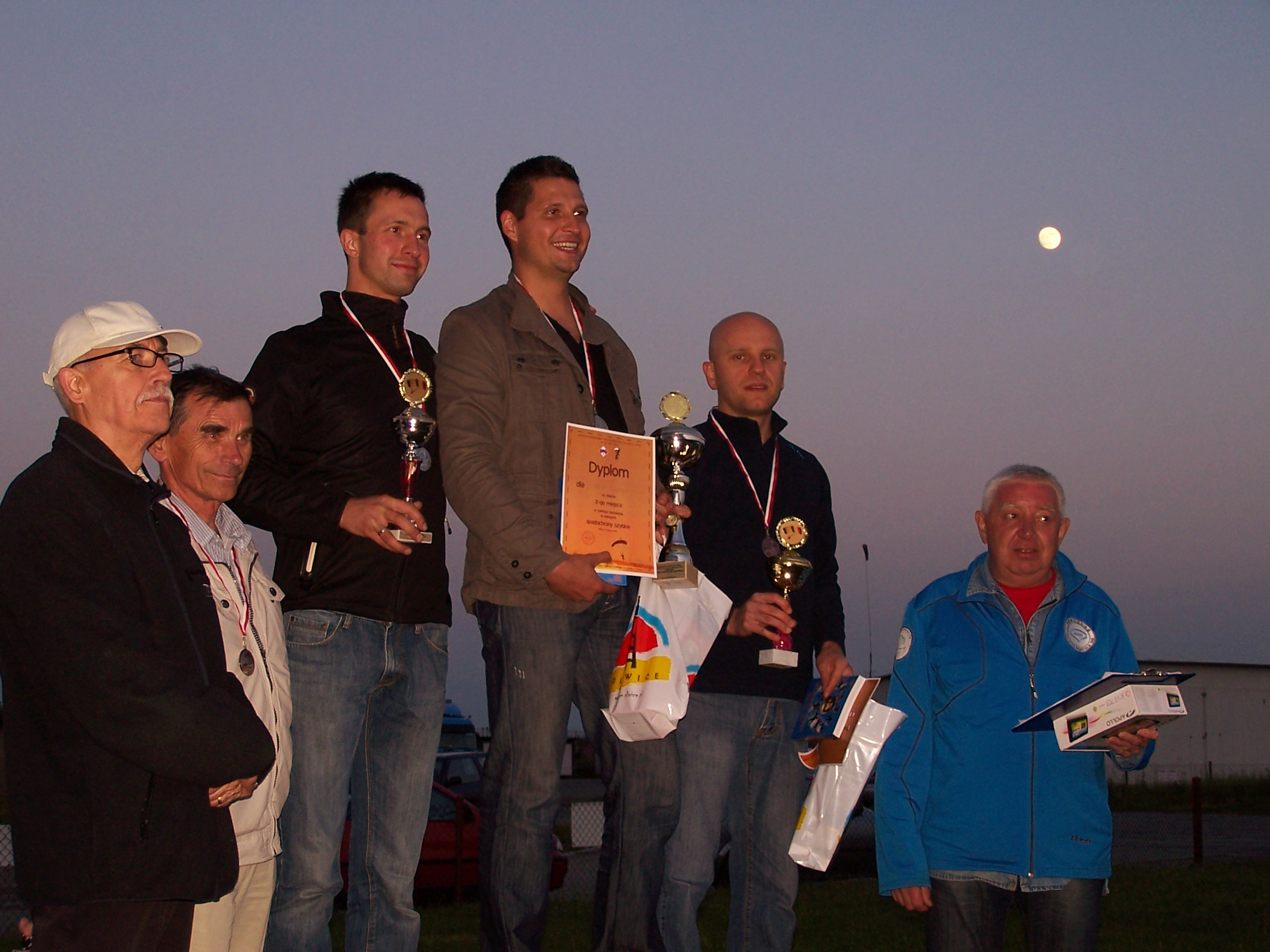
Zwycięzcy w kategorii – spadochrony szybkie

| Miejsce | Imię i nazwisko      | Nota łączna | Drużyna           |
| 1.      | Tymoteusz Tabor      | 0,00 m      | Aeroklub Gliwicki |
| 2.      | Jerzy Wojtas         | 0,80 m      | Aeroklub Gliwicki |
| 3.      | Bartłomiej Ryś       | 10,30 m     | Aeroklub Gliwicki |
| 4.      | Wojciech Kielar      | 16,90 m     | Aeroklub Gliwicki |
| 5.      | Dominik Grajner      | 24,30 m     | Aeroklub Gliwicki |
| 6.      | Krzysztof Gołda      | 30,00 m     | Jaworzno          |
| 7.      | Ziemowit Nowak       | 31,60 m     | Aeroklub Gliwicki |
| 8.      | Mariusz Bieniek      | 38,29 m     | Aeroklub Gliwicki |
| 9.      | Jerzy Botor          | 54,60 m     | Aeroklub Gliwicki |
| 10.     | Przemysław Zdziech   | 103,10 m    | Aeroklub Gliwicki |
| 11.     | Tomasz Wojciechowski | 109,0 m     | Aeroklub Gliwicki |
| 12.     | Robert Krawczak      | 110,00 m    | Gliwice           |
| 13.     | Adrian Wesołowski    | 111,20 m    | Opole             |
| 14.     | Joachim Hatko        | 112,99 m    | Aeroklub Gliwicki |
| 15.     | Mirosław Zakrzewski  | 120,00 m    | Aeroklub Gliwicki |
| 16.     | Michał Marek         | 122,00 m    | Aeroklub Gliwicki |
| 17.     | Lucjan Lipok         | 129,00 m    | Aeroklub Gliwicki |
| 18.     | Bartłomiej Bartosik  | 200,00 m    | Aeroklub Gliwicki |
| 19.     | Krzysztof Szawerna   | 200,00 m    | Aeroklub Gliwicki |
| 20.     | Aleksander Sowa      | 200,00 m    | Opole             |